# Madi Monamay
Madi Monamay Nsosemo (* 6. April 2006) ist ein belgischer Fußballspieler. Der Innenverteidiger steht seit Juli 2024 bei der PSV Eindhoven unter Vertrag.

## Karriere

### Verein
Monamay spielte in der Jugend des KVK Tienen, KV Woluwe-Zaventem und Oud-Heverlee Löwen, ehe er zur Saison 2019/20 im Alter von 13 Jahren in die Jugend des KRC Genk wechselte. Dort spielte der Innenverteidiger in der Saison 2021/22 als 15-Jähriger mit den A-Junioren (U19) in der UEFA Youth League.
Zur Saison 2022/23 wechselte Monamay in das Nachwuchsleistungszentrum von Bayer 04 Leverkusen. Dort gehörte der 16-Jährige fortan der U19 an, mit der er in der A-Junioren-Bundesliga West, im DFB-Pokal der Junioren und der UEFA Youth League aktiv war. Anfang Januar 2023 wurde er mit dem Beginn der Wintervorbereitung fest in den Profikader von Xabi Alonso integriert; die Trainingseinheiten absolvierte er mit den Profis, der Abschlusstraining und die Spiele weiterhin mit der U19. Am letzten Spieltag der Bundesliga stand Monamay im Spieltagskader, wurde allerdings nicht eingewechselt. Auch in der Saison 2023/24 gehörte der Innenverteidiger den Profis an, die deutscher Meister und Pokalsieger wurden. Monamay stand jedoch in keinem Wettbewerb bei einem Spiel im Spieltagskader, sondern war ausschließlich für die U19 aktiv.
Zur Saison 2024/25 wechselte Monamay, der noch ein Jahr für die U19 spielberechtigt gewesen wäre, zur zweiten Mannschaft (Jong PSV) des amtierenden niederländischen Meisters PSV Eindhoven. Er unterschrieb einen Vertrag bis zum 30. Juni 2027. Für Jong PSV absolvierte er in der zweitklassigen Eerste Divisie sein erstes Pflichtspiel im Herrenbereich.

### Nationalmannschaft
Monamay lief seit der U16 für sämtliche Jugendnationalmannschaften Belgiens auf. In der U18 führte er Belgien in vier Spielen als Kapitän aufs Feld.